# Hops & Huper
Hops & Huper (Originaltitel: Toot & Puddle) ist amerikanisch-kanadische Zeichentrickserie, die zwischen 2006 und 2009 produziert wurde. Sie basiert auf den gleichnamigen Büchern von Holly Hobbie.

## Handlung
Hops und Huper sind zwei Schweine, die in einem Haus im Wald wohnen. Obwohl sie unterschiedliche Charaktereigenschaften haben, mögen sie sich beide sehr und pflegen eine dicke Freundschaft. Jedoch beschließt Huper eines Tages, in die weite Welt zu gehen und zu reisen. Hops allerdings will dies nicht, da er es zu Hause am schönsten findet. So erleben beide auf ihren Wegen unterschiedliche Situationen und beschäftigen sich mit unterschiedlichen Dingen. Nach einem Jahr bekommt Huper jedoch Heimweh und beschließt, nach Hause zurückzukehren. Darüber freut sich Hops sehr und veranstaltet ein Fest.

## Produktion und Ausstrahlung
Die Serie entstand zwischen 2006 und 2009 in amerikanisch-kanadischer Produktion. Dabei sind 52 Folgen entstanden. Regie führte Harold Ramis, das Drehbuch schrieben Holly Hobbie und Stu Krieger. Die Serie entstand im Auftrag für National Geographic Kids. Zuständiges Produktionsunternehmen sind Grand Slamm Children’s Films und Mercury Filmworks. Die Musik wurde von Colin Towns komponiert.
Erstmals wurde die Serie auf Noggin in den Vereinigten Staaten und auf Treehouse TV in Kanada ausgestrahlt. Die deutsche Erstausstrahlung fand am 24. Dezember 2007 auf Das Erste statt. Weitere Ausstrahlungen erfolgten ebenfalls auf KiKA und Nickelodeon. Zudem wurde der Weihnachtsfilm Toot und Puddle – Die abenteuerliche Weihnachtsreise (Originaltitel: Toot & Puddle: I’ll Be Home for Christmas) produziert.

## Episodenliste
| Folgen-Nr. | deutscher Titel                 |
| 1          | Alles Käse!                     |
| 2          | Hops wird verschaukelt          |
| 3          | Flip-Flop-Fliegen!              |
| 4          | Mit Rohini durch Jaipur         |
| 5          | Mollys großer Sprung            |
| 6          | Im Rhythmus der Natur           |
| 7          | Die mexikanische Kartoffel      |
| 8          | Verloren im Regenwald           |
| 9          | Die Maske im Kühlschrank        |
| 10         | Auf den Spuren des Yeti         |
| 11         | Der Drachenjodler               |
| 12         | Tulpen für Luna                 |
| 13         | Das perfekte Kostüm             |
| 14         | Gesucht und gefunden            |
| 15         | Der beste Zeltplatz der Wildnis |
| 16         | Ab in die Alpen!                |
| 17         | Strandparty im Haus             |
| 18         | Das Seifenkistenrennen          |
| 19         | Juckreiz und Pyramiden          |
| 20         | Der Glücksklee                  |
| 21         | Neujahr auf Chinesisch          |
| 22         | Robinson Huper                  |
| 23         | Die Nachtlichter                |
| 24         | Zuhause in Tokio                |
| 25         | Desmond zieht ein               |
| 26         | Die Kunst und das Gemüse        |
| 27         | Schmetterling, flieg!           |
| 28         | Einmal Rio und zurück           |
| 29         | Keine Angst vor Dunkelheit      |
| 30         | Der Waffel-Wettbewerb           |
| 31         | Müll muss nicht sein            |
| 32         | Grün und gut                    |
| 33         | Desmonds erster Schnee          |
| 34         | Der Springfrosch                |
| 35         | Töpfern in der Toskana          |
| 36         | Wasserfarben auf Hawaii         |
| 37         | Die Panda-Schwein-Pyramide      |
| 38         | Ein Clubhaus für alle           |
| 39         | Kajakfahren in Kanada           |
| 40         | Astronaut Camp                  |
| 41         | Reisen bildet                   |
| 42         | Ein Fall für Sherlock Hops      |
| 43         | Mach mal Pause!                 |
| 44         | Freunde in der großen Stadt     |
| 45         | Eine Reise auf jede Weise       |
| 46         | Alles meins!                    |
| 47         | Der Frühling ist da             |
| 48         | Aus Alt mach Neu                |
| 49         | Die Legende von Pocket Town     |
| 50         | Mollys Wackelzahn               |
| 51         | Hops im Glück                   |
| 52         | Was gibt’s Neues?               |